# 贾特联队

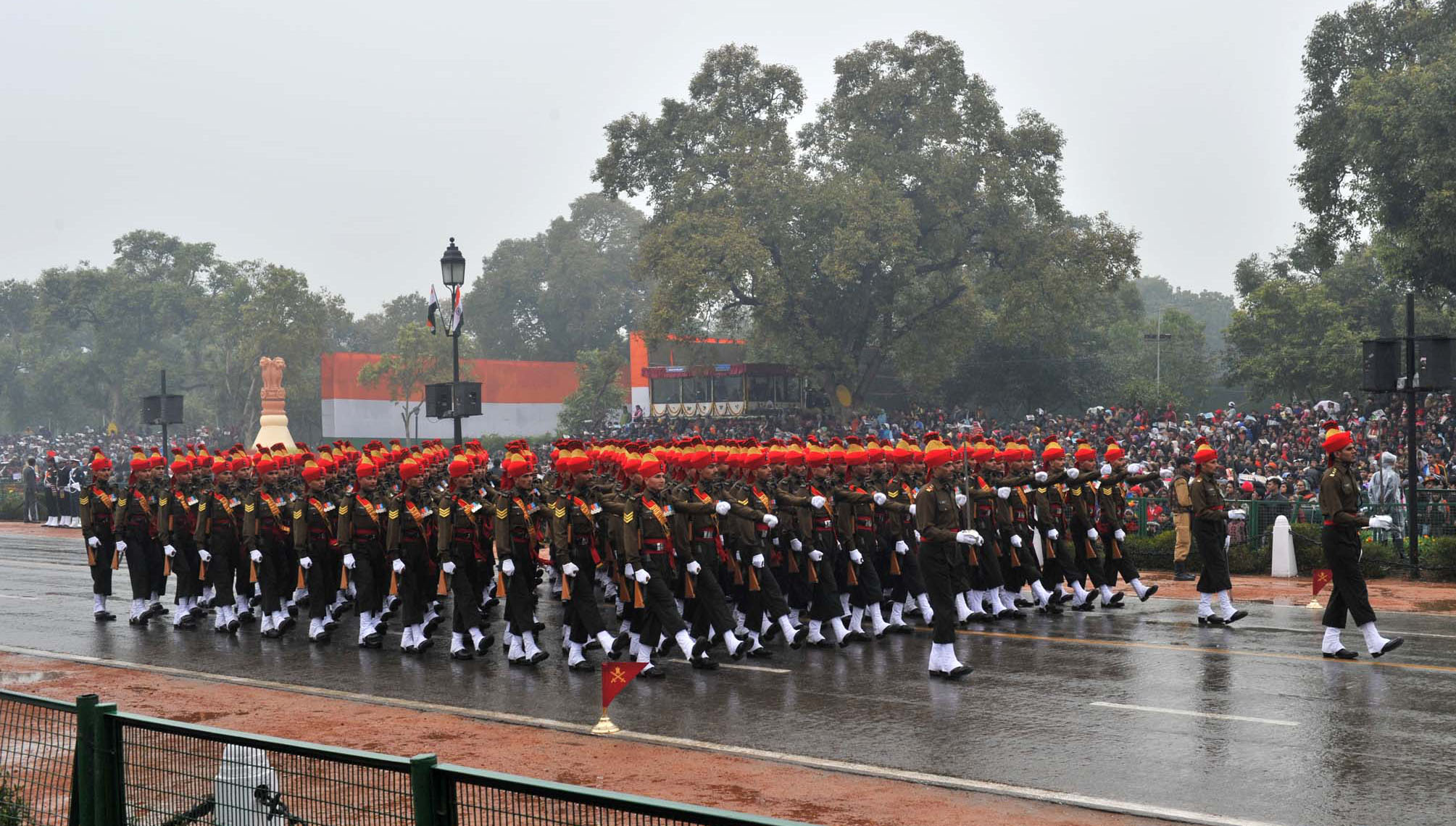
2015年印度66周年国庆阅兵的贾特联队方阵。

贾特联队（英語：Jat Regiment）是印度陸軍的一支步兵联队，联队中心在北方邦巴雷利，约九成的士兵为印度教賈特人。截至2016年，该联队下辖23个营。

## 沿革
贾特联队的前身可以追溯到1795年成立的加尔各答民兵。其后，该部队先后被纳入英属印度孟加拉管辖区军队和英属印度陆军。1922年，该部队和其他单位重组，成立第9贾特联队，最初下辖3个营。
在二战期间，联队共扩编了7个营。在印巴分治时，联队中心巴雷利驻扎的4个营中，其中穆斯林贾特和印度教賈特人数对半，之后穆斯林賈特人加入巴基斯坦，该联队成为纯印度教賈特人部队。

## 参与行动
贾特联队于1947年印度独立后，参加的行动包括：
- 朝鲜战争印度调停、战俘遣返[2]
- 第一次印巴戰爭
- 联合国刚果行动[3]
- 中印边境战争[4][5]
- 第二次印巴战争
- 第三次印巴战争
- 对泰米尔伊拉姆猛虎解放组织作战[6]
- 锡亚琴冲突（英语：Siachen conflict）
- 卡吉尔战争[7]
- 2022年中印边境冲突[8]